# La reina de la anarcumbia
La reina de la anarcumbia es el álbum debut de la cantante mexicana Amandititita. Fue lanzado el 1 de enero de 2008.

## Lista de canciones
1. «La muy muy» – 3:18
2. «Viernes de quincena» – 4:11
3. «Mecánico» – 3:54
4. «Libidinoso» – 3:00
5. «La microbusera» – 3:10
6. «Metrosexual» – 3:16
7. «La mataviejitas» – 3:25
8. «La cumbia de Telmex» – 3:11
9. «El balneario» – 3:25
10. «Sangoloteo» – 2:34

## Sencillos
- 2008 «Metrosexual»
- 2008 «La muy muy»
- 2008 «Cuanta Navidad»
- 2008 «La cuesta de enero»